# Lubomír Přibyl
Lubomír Přibyl (* 27. června 1937, Praha) je český malíř a grafik.

## Život
V letech 1952–1957 absolvoval Střední výtvarnou školu Václava Hollara, kde vyučovali prof. Zdeněk Balaš, Karel Müller a Karel Tondl. Roku 1957 složil přijímací zkoušky na Akademii výtvarných umění v Praze (prof. Vlastimil Rada), ale akademická výuka ho neuspokojovala a po roce studia byl pro nezájem vyloučen. Mezi jeho spolužáky patřili tvůrci českého informelu, kteří ho ovlivnili ve volbě netradičních výtvarných materiálů.
Roku 1959 se seznámil s Jiřím Kolářem a Bělou Kolářovou. Následující dva roky pracoval v propagačním oddělení továrny ČKD Přístroje ve Vysočanech, kde se seznámil s Vladimírem Boudníkem a Josefem Hamplem. Poprvé samostatně vystavoval roku 1959 v divadle Rokoko a v témže roce s V. Boudníkem v závodní jídelně ČKD. Během zaměstnání v továrně měl možnost navštívit režimem přísně střeženou zkušebnu v Běchovicích, vybavenou generátory vysokého napětí. Lubomír Přibyl se pak začal hlouběji zabývat světelnými fenomény, fyzikálními a geometrickými zákony a technikou.
Roku 1961 se spolu s V. Boudníkem, J. Istlerem a R. Fremundem zúčastnil bienále v Lublani, kde si jeho grafický list z cyklu Mythy vybrala k vydání International Graphic Arts Society v New Yorku. V Praze Přibyla navštěvovali zahraniční galeristé z Paříže, Baden-Badenu a nizozemského Curaçao a zvali ho k výstavám. Roku 1963 se stal členem SČUG Hollar. Od roku 1964 se účastnil výstav Pratt Graphic Center v New Yorku. Na Bienále v Lublani získal roku 1963 ocenění a z Bienále 1965 jeho grafický list zakoupila Knihovna Kongresu ve Washingtonu. Koncem roku 1964 se uskutečnila Přibylova souborná výstava v Galerii Fronta v Praze.
V letech 1966–1968 ho v Praze zastupovala Galerie Platýz (Ludmila Vachtová) a v Německu Klaus Staeck, který vydal několik jeho grafických listů a vystavil Přibylovy práce v galeriích v Mannheimu a Heidelbergu. V Paříži vystavovaly jeho práce Galerie Lambert a Galerie Arnaud, v USA od šedesátých let Jacques Baruch Gallery (Chicago). Roku 1968 vystavoval na Bienále v Buenos Aires. International Graphic Arts Society v New Yorku vydala další Přibylův grafický list a Pratt Graphic Center mu nabídl samostatnou výstavu.
Po srpnové okupaci roku 1968 ztratil možnost vystavovat v Československu, ale byl zván k výstavám v zahraničí a zúčastnil se výstav české grafiky organizovaných českými kurátory v exilu (Arsén Pohribný, Libuše Brožková). Roku 1982 vydal nakladatel Limited Edition v New Yorku jeho grafický list. Počátkem 80. let se Přibyl zúčastnil tří neoficiálních výstav v Brně (kurátor J. Valoch), OKD Prahy 9 (kurátorka A. Potůčková) a Jazzové sekci (Krabičky, kurátor Joska Skalník). Roku 1989 měl samostatnou výstavu V ÚMCH ČSAV na Petřinách (kurátor Jiří Šetlík).
Po roce 1989 Lubomír Přibyl vystavuje pravidelně doma i v zahraničí, od roku 1998 také se znovuobnoveným Klubem konkrétistů. Jeho souborné výstavy uspořádaly GVU v Chebu (2001), OG v Liberci (2005), GMU v Hradci Králové (2011), Brno Gallery CZ (2011) a Topičův klub (2012).

### Ocenění
- 1963 čestné uznání, 5. mednarodni grafični bienale Ljubljana
- 1964 Triennale fur farbige Original-Graphik, Grenchen
- 1996 International Biennale Facing the Values, Galerie Confaktor, Katowice
- 2003 Grafix 2003, Břeclav
- 2006 Cena Vladimíra Boudníka, Nadace Inter-Kontakt-Grafik
- 2008 Grafika roku
- 2011 Grafika roku
- 2015 Grafika roku
- 2017 Complimentary lifetime Artist membership of Philadelphia Museum of Art

## Dílo
Lubomír Přibyl je na české výtvarné scéně solitérem, který nemá přímé předchůdce a svou důsledně monochromní tvorbou je blízký pouze některým členům skupiny Zero. Jeho výlučnost spočívá i ve způsobu, jakým se důsledně věnuje řešení autonomního výtvarného problému za použití nekonečných variant zvolených prostředků. Jeho dílo je vzácně vnitřně koherentní a ve srovnání s domácím i zahraničním uměním nezaměnitelné. Bývá řazen k širšímu proudu "nové citlivosti", který užívá jazyka geometrie, ale modifikuje ho a naplňuje novými významy. Objevování nových estetických fenoménů a kvalit, které charakterizuje celou škálu geometrického umění v 60. letech, je u Lubomíra Přibyla spojeno s určitými konceptuálními rysy a navozováním nových pojmových vztahů.
Na počátku své tvorby se jako malíř krátce zabýval stylizovanou figurou a zoomorfními i geometrickými tvary (Sférická konfigurace, 1959, Prostorová diagonála, 1960), ale brzy ho začaly zajímat estetické kvality netradičních materiálů. Jeho vizuální zážitek s přístroji a elektrickými výboji ve zkušebně vysokého napětí v Běchovicích se v pozdější tvorbě projevil typologicky novým minimalistickým přístupem k obrazu a grafickému listu, jímž se snažil postihnout dynamické vztahy geometrických útvarů.
Přibylovy monochromatické černobílé kompozice jsou organizovány často souměrně podle diagonální či vertikální osy. Zprvu využíval pro své materiálové tisky hrubou texturu juty a písku (Prostorová diagonála, 1961, 1962). V letech 1963–1964 načas opustil geometrické tvary a sestavoval své matrice pro materiálový tisk ze zmačkaných papírů a písku (Papírová diagonála, 1964). Souběžně tvořil kompozice na překližce pouze z písku spojeného olejovou barvou (Prostorová konfigurace 4 segmentů, 1963, Segmentová diagonála, 1965).
Materiálové tisky s pískem z let 1964–1974 se vyznačují ostrými kontrasty bílých a černých ploch, i jemnými přechody světel a strukturovaných stínů a postupně se vyvíjejí ke stále složitějším geometrickým útvarům (Prostorová konfigurace dvou parabol a dvou segmentů, 1964).

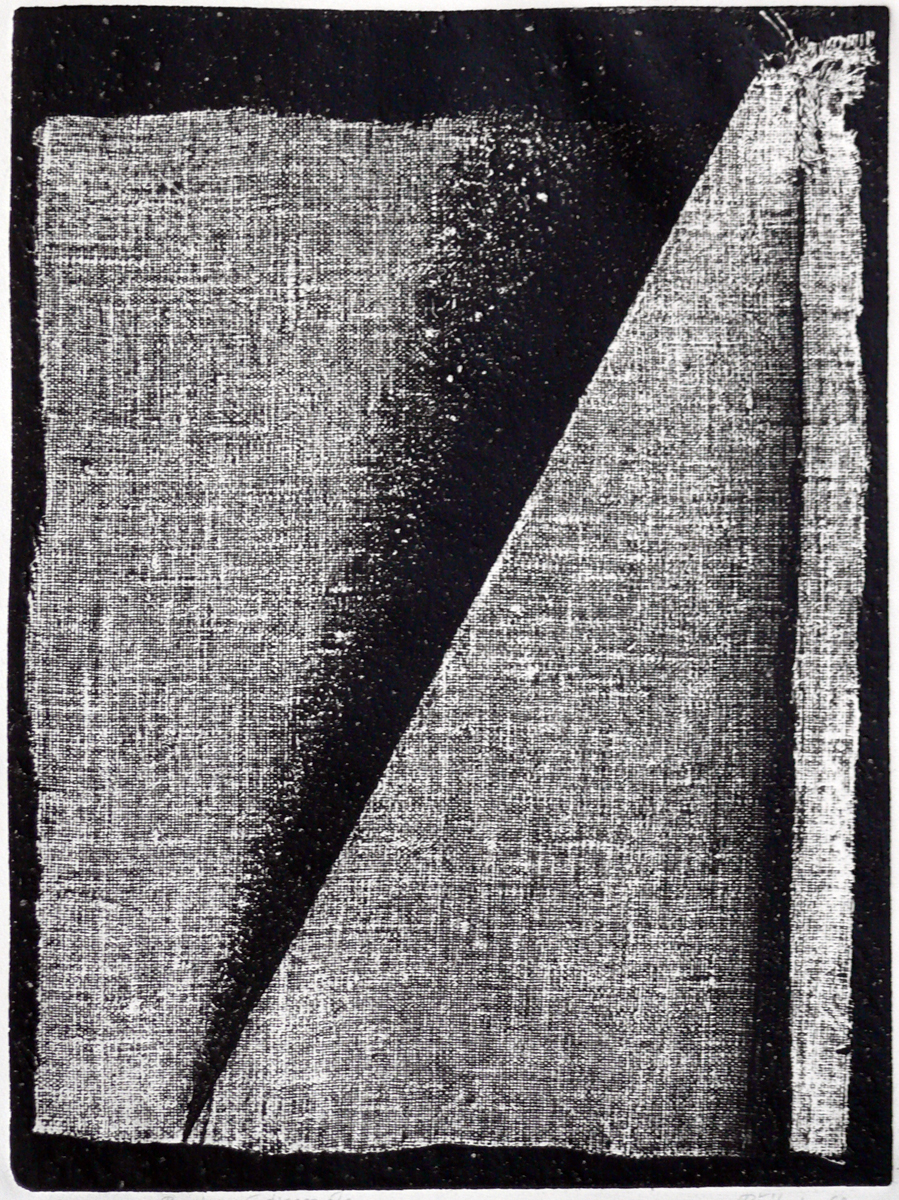
Hadrová prostorová diagonála, kolografie, 1962
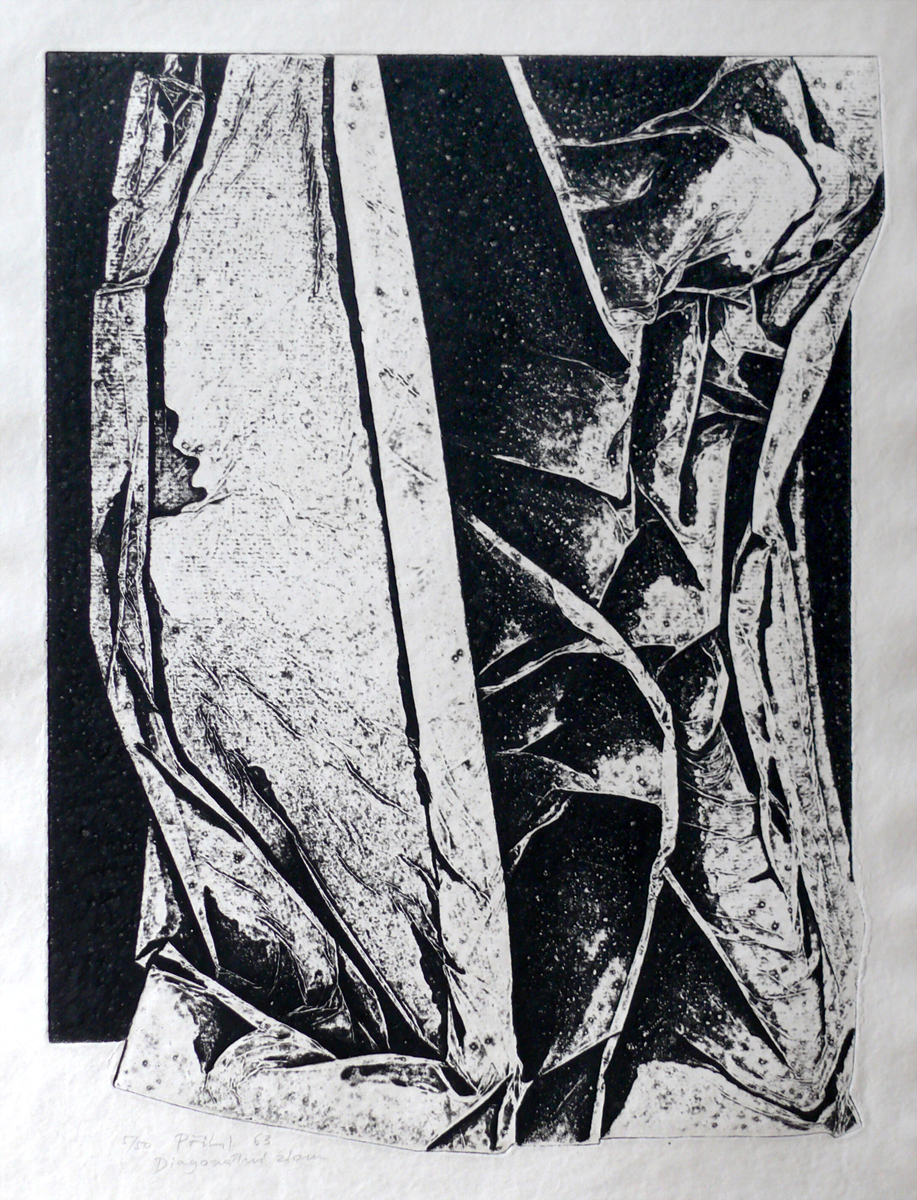
Diagonální zlom, kolografie, 1963
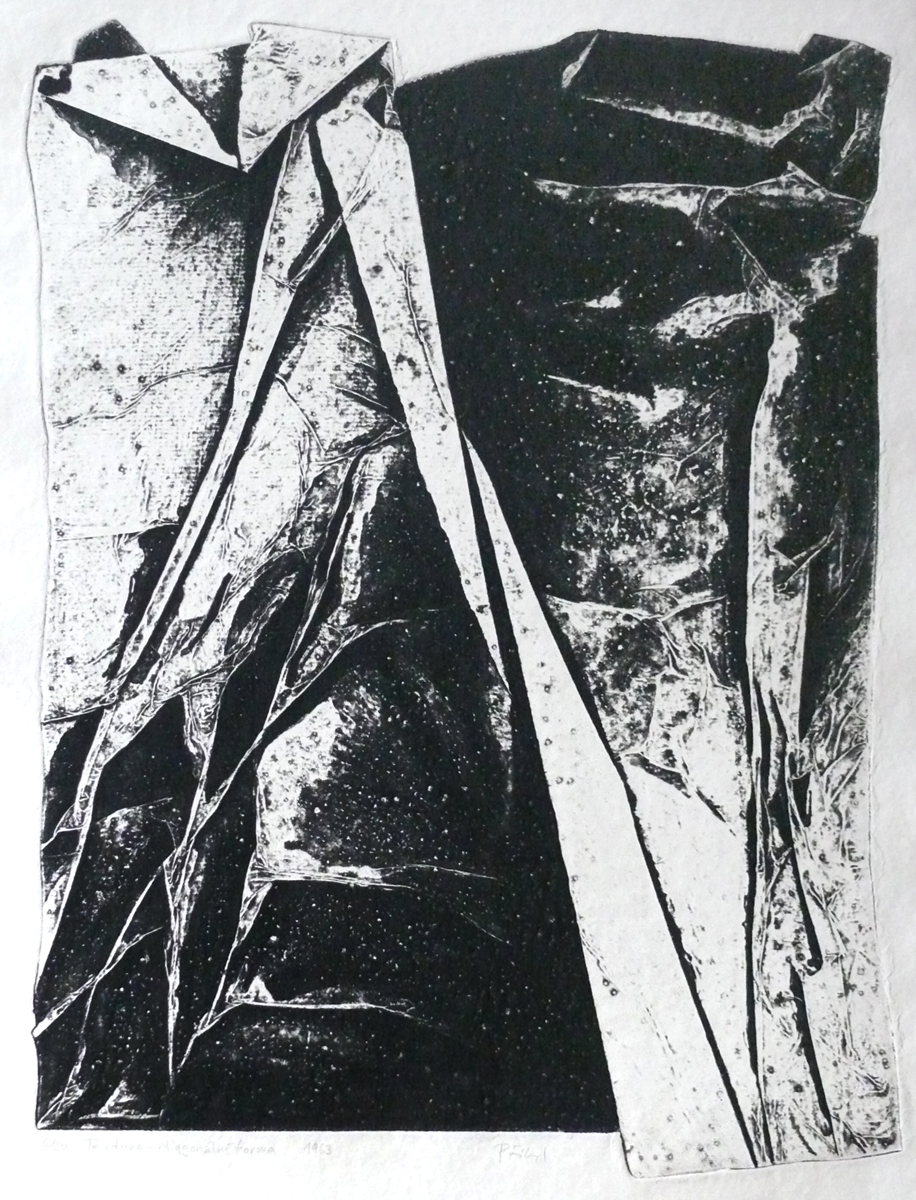
Dva hroty v diagonále, kolografie, 1963
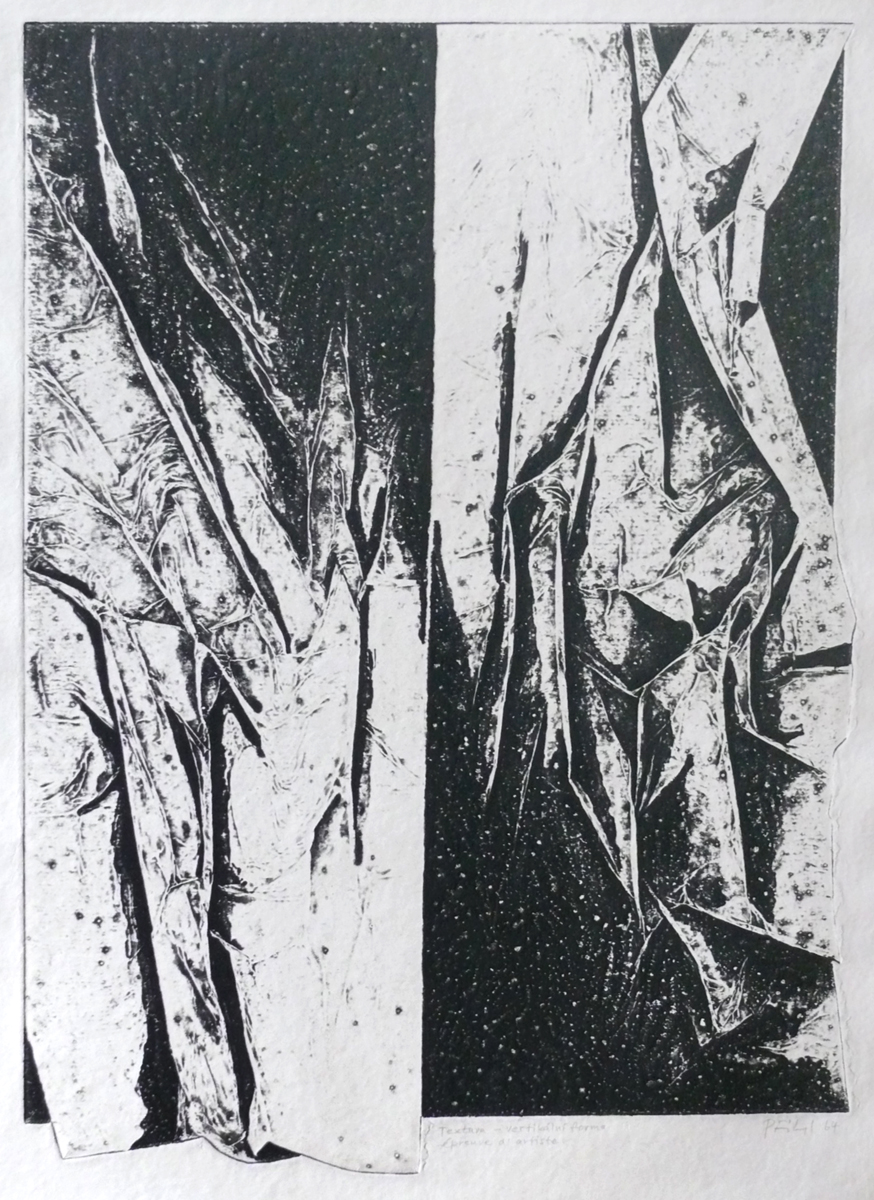
Papírová vertikála, kolografie, 1963
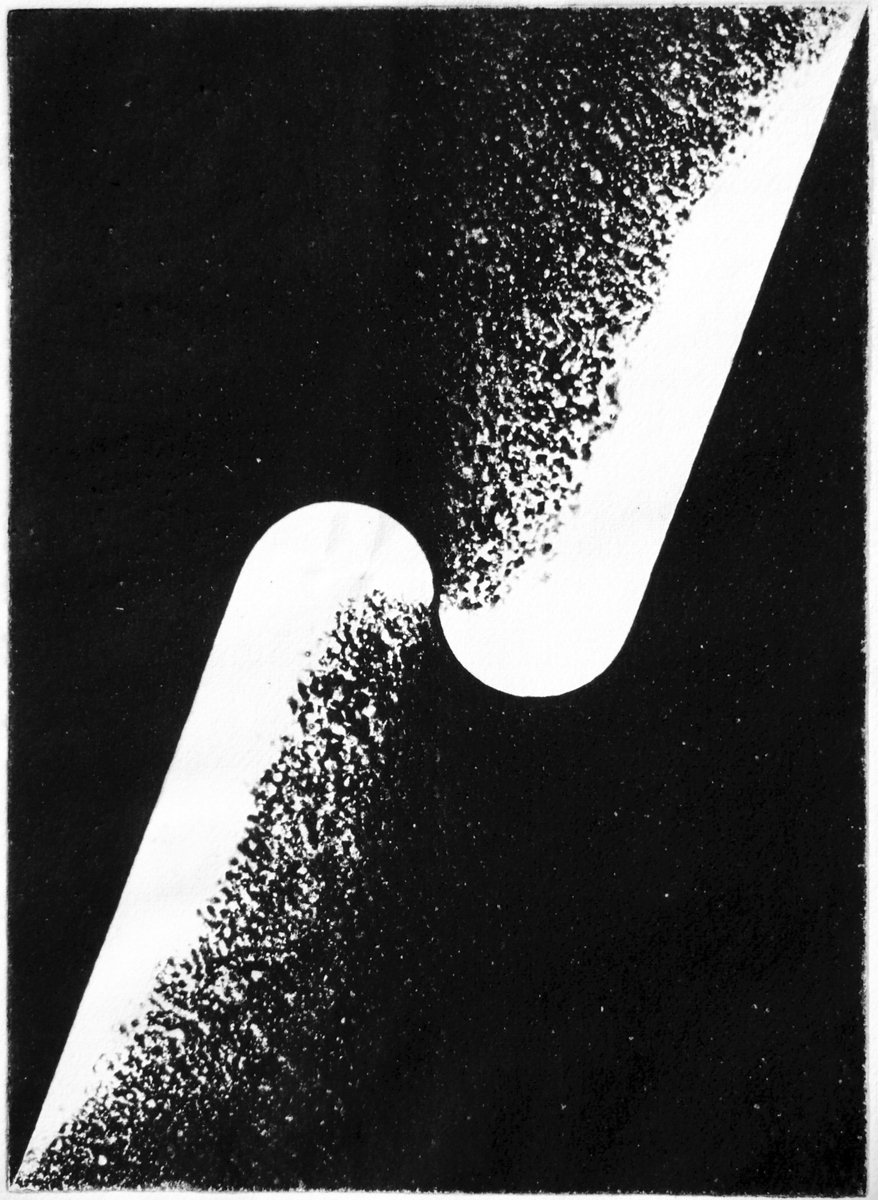
Písečná segmentová diagonála, kolografie, 1963

V roce 1962 zapojil do svých kompozic provazy, textil a pravidelné rastry vytvořené volně položenou nebo napnutou rybářskou sítí (Nalezená síť, 1964). Hotová síť nenabízela mnoho dalších variant a proto začal sítě sám konstruovat na dřevěné desce z napnutých provazů, provlékaných předem rozvrženými provrtanými otvory. Vytvořil velkoformátové kompozice na pomezí obrazu a objektu, se sítí fixovanou černým lakem (Šest variací prostorové diagonály, 1967–1969, Bicentrická síť, 1994, 162 x 122 cm). Lom světla na kompaktních černých plochách olejové malby nebo na stříbrných hliníkových fóliích, kterými občas pokrývá povrch desky, nabízí prostorovou iluzi.
Některé kompozice mají přísný geometrický řád (Rovnováha, dva hroty (1964), jiné počítají s principem nahodilosti (Aleatorní textura - víření, 1962). Nová technika autorovi umožnila vytvořit nekonečné variace geometrických křivek, kde plynulé přechody světel do hlubokých stínů vytváří lokální zahuštění provazové matrice (Rotační síť, 1972, Dvojí segmentový zlom, 1981, Sférická diagonála, 1993, Sférický zlom, 1999). Některé matrice zachycují průnik rotačních ploch (Rotační plocha, 1976), rozvinuté prostorové plány geometrických ploch a iluzivně projektovaných trojrozměrných těles (Prostupující se jehlany, 1976, Zkosené hranoly, 1993, Prostorové plány, 1998, Otáčející se prostorové plány, 2002), vnitřní napětí a torzi (Excentrická síť, 1994, Torzní diagonála, 1997).

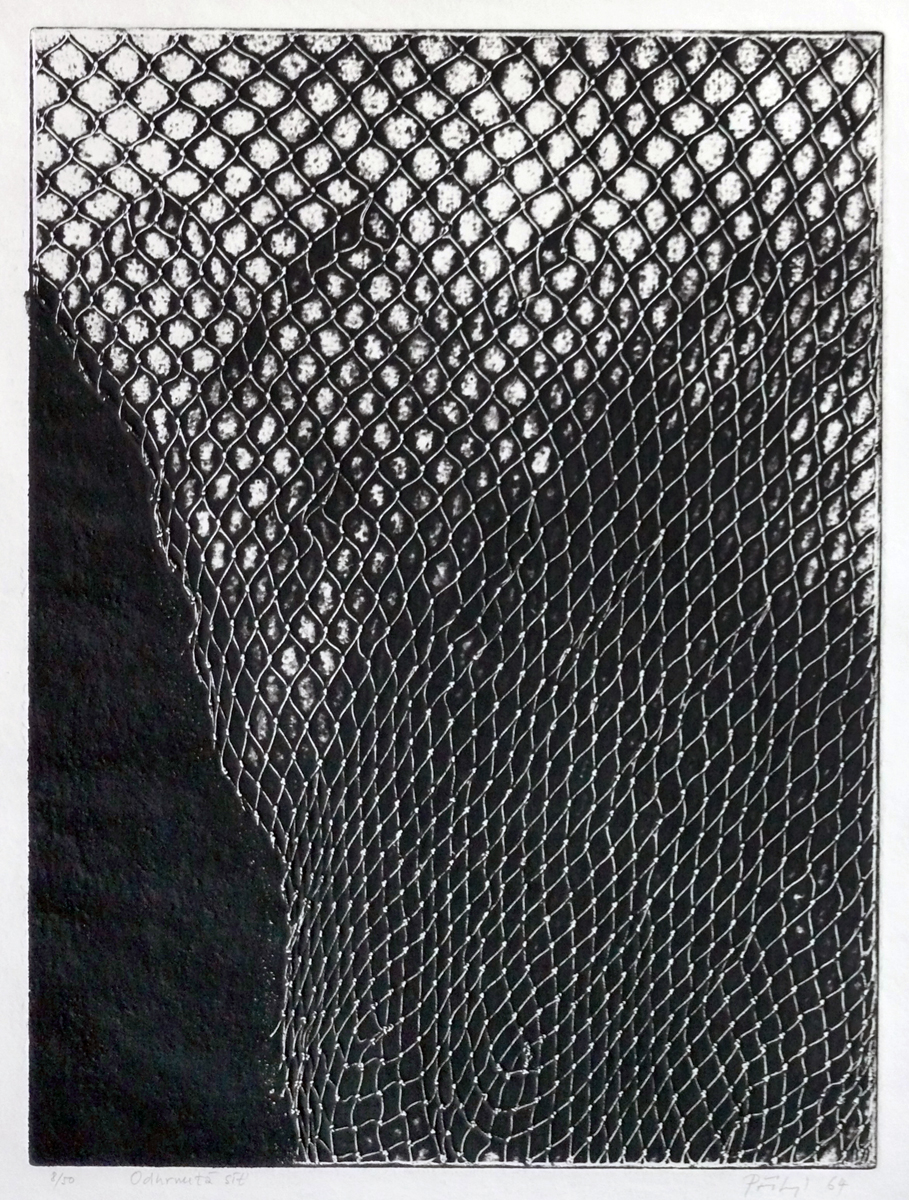
Odhrnutá síť z cyklu Nalezené sítě, kolografie, 1964
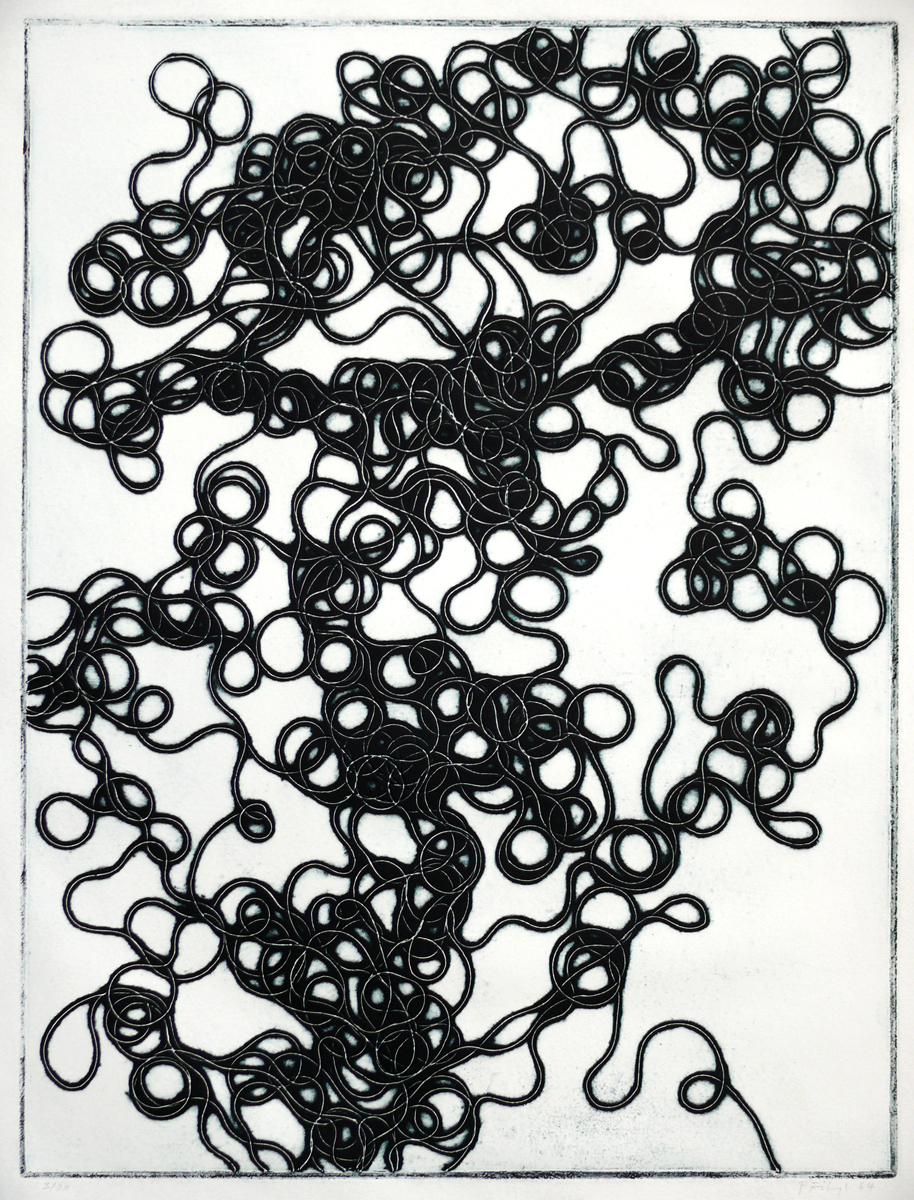
Víření (Amorfní aleatorní textura), kolografie, 1964
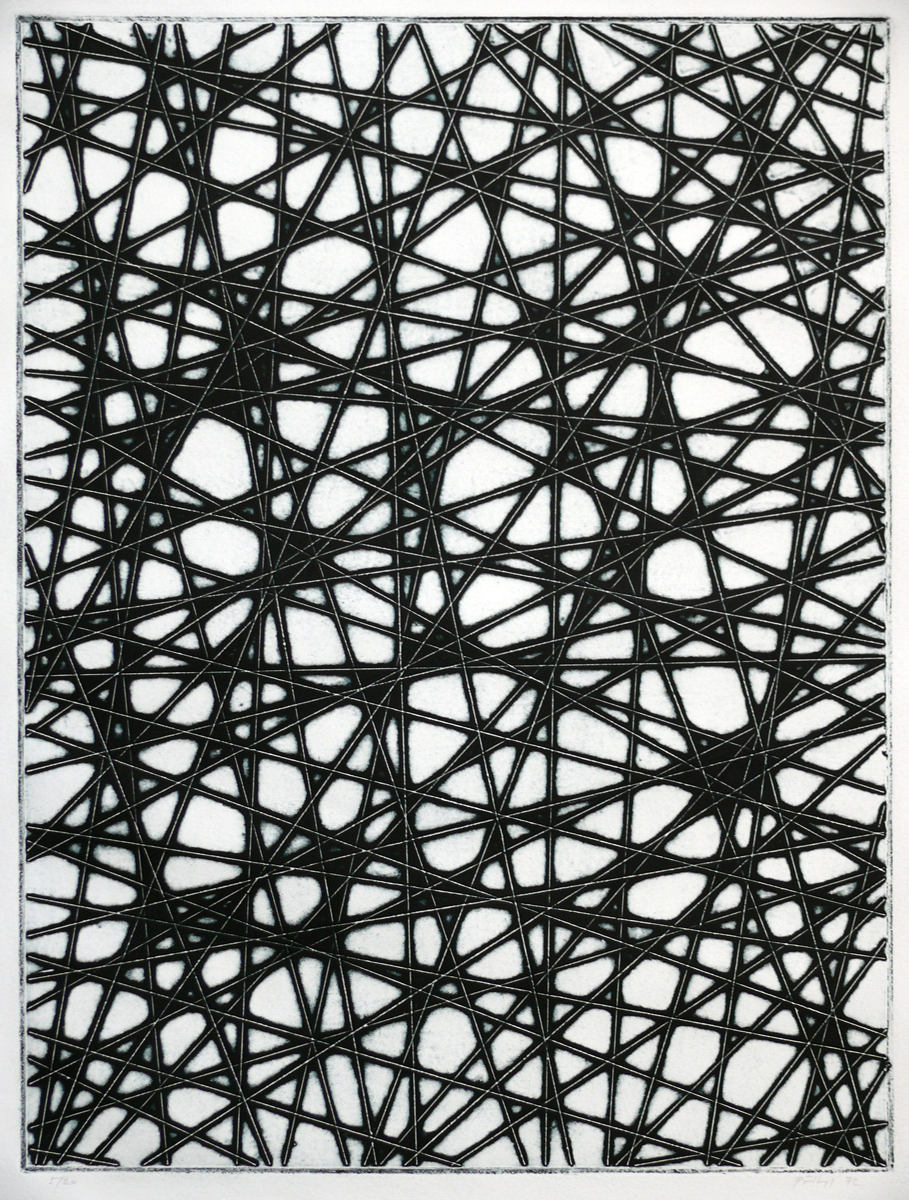
Aleatorní síť (Přímková), kolografie, 1972
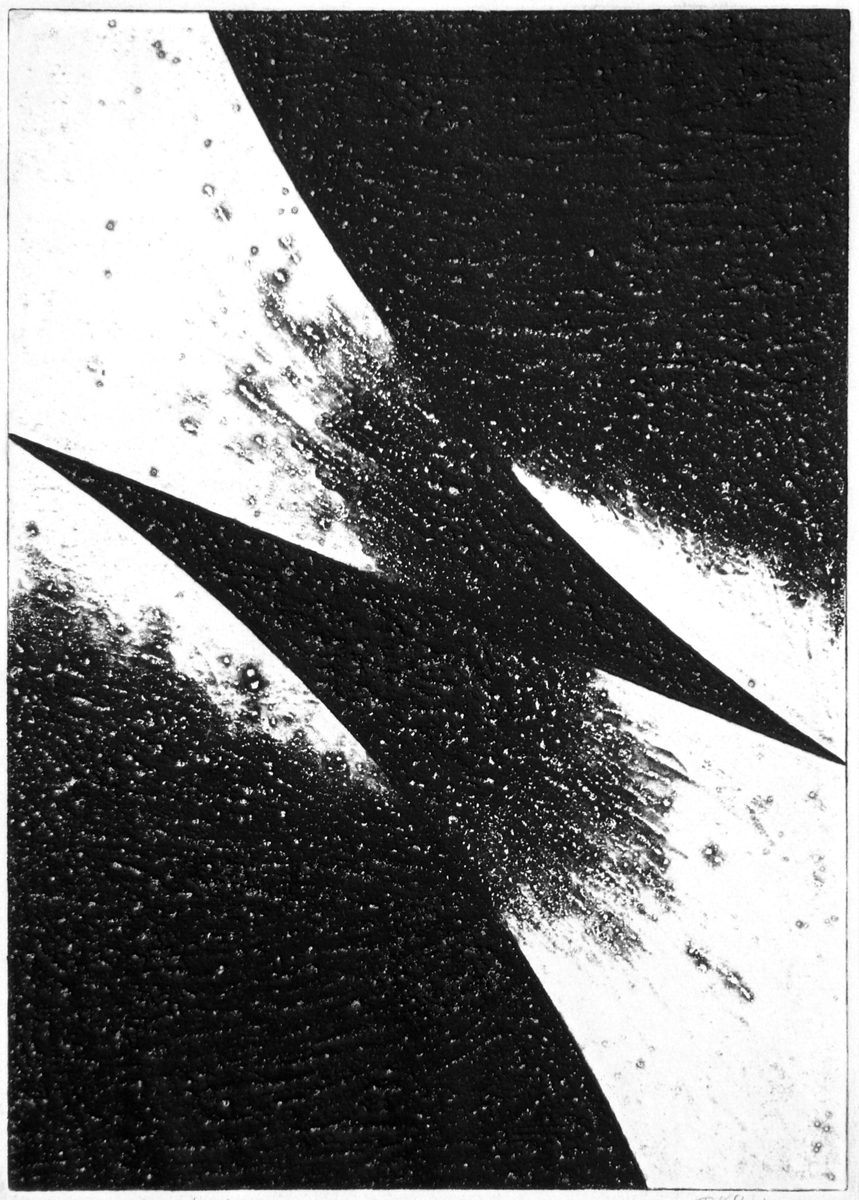
Dva hroty (Dvě paraboly na diagonále), kolografie, 1965
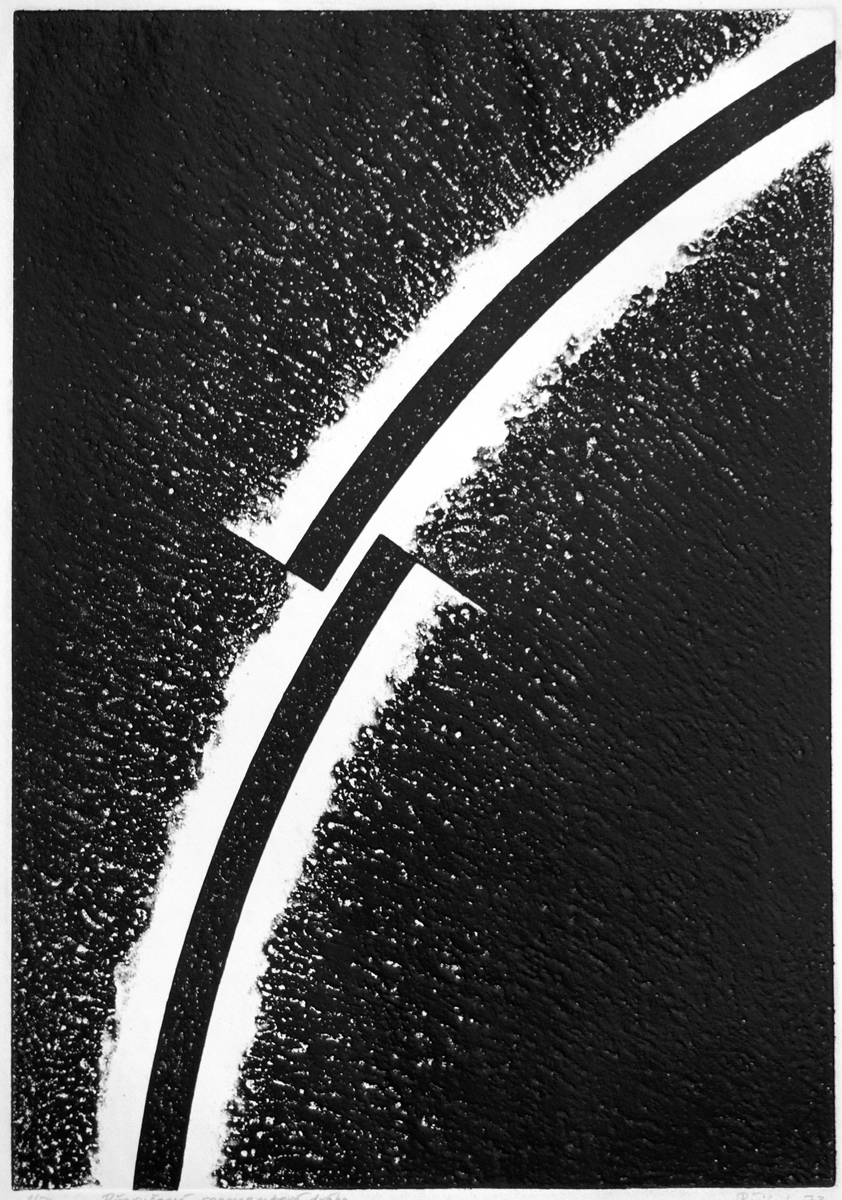
Přerušená segmentová dráha, kolografie, 1973

Prostorové vztahy a rozvíjení geometrických tvarů v sérii přesně konstruovaných sekvencí jsou hlavními Přibylovými tématy v 90. letech. Typická je pro ně jistá dvojznačnost, kdy nelze rozhodnout zda se jedná o iluzi prostorového útvaru nebo pouze určitou konfiguraci v ploše. K výpočtům některých složitých kompozic používá autor počítač. Jiří Fiala nazval tvorbu Lubomíra Přibyla "morfoskopií". Tento novotvar, který je protějškem matematické "morfomatiky" Iana Stewarta, popisuje techniku zviditelnění tvarů.
Autor tiskne grafické listy jako kolografie - materiálový tisk z hloubky. Při něm se obrazová síť tiskne jako světlé čáry s jemnou strukturou, ohraničené nepravidelnou linkou černé barvy, zatímco místa, kde se síť provazů sbíhá a matrice je zahuštěna a zadržuje více barvy, se tisknou z hloubky jako černá plocha. Směrem, kam se linie rozbíhají, ubývá i množství zachycené barvy, která pak rámuje jen provazovou matrici a plochy mezi nimi zůstávají bílé. Výsledkem tisku není pouze matematicky přesná geometrická síť, ale také náhodné odchylky, způsobené strukturou použitého materiálu a jím zachycené barvy.

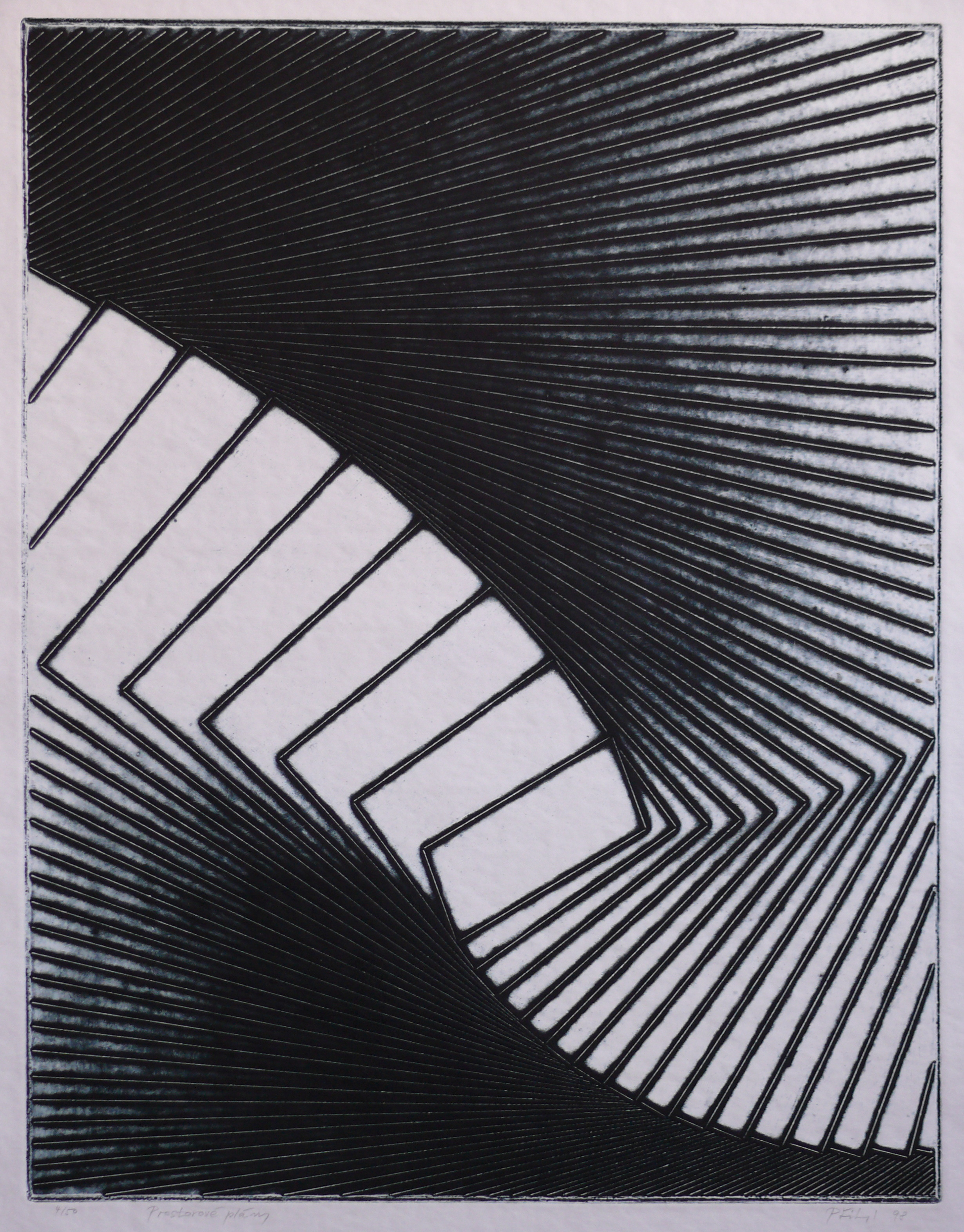
Prostorové plány, kolografie 1998
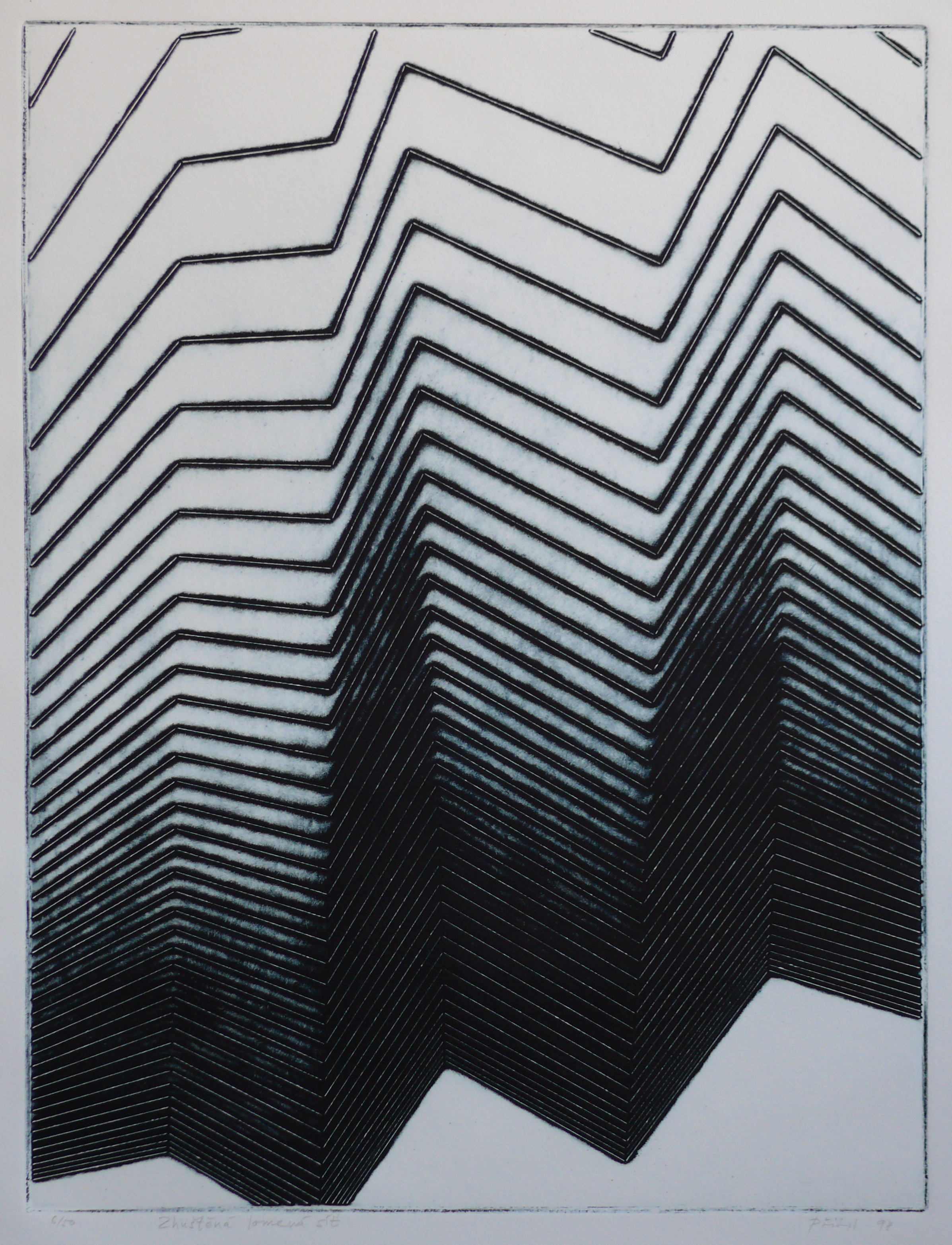
Zhuštěná lomená síť, kolografie 1998
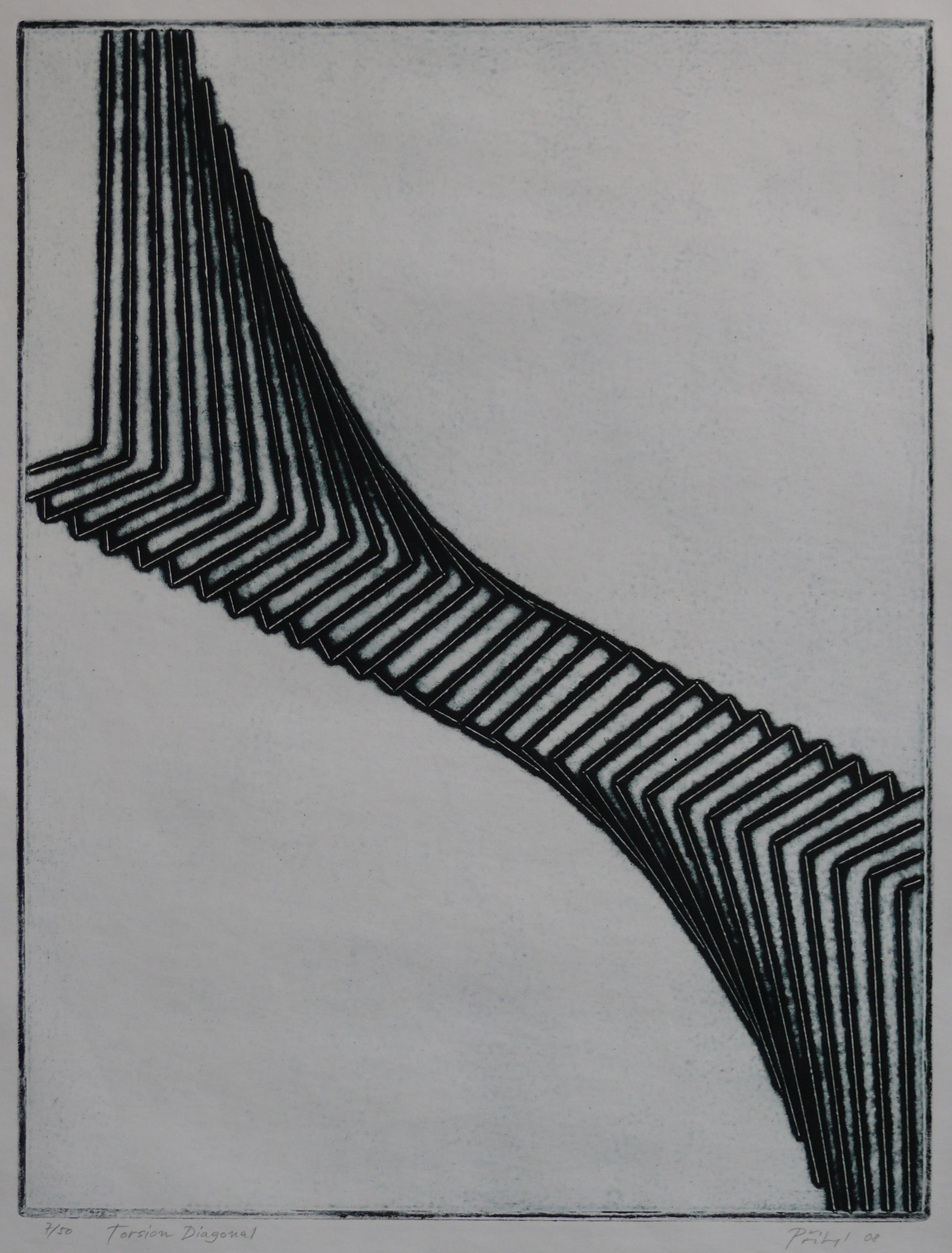
Torsní diagonála, kolografie 2008
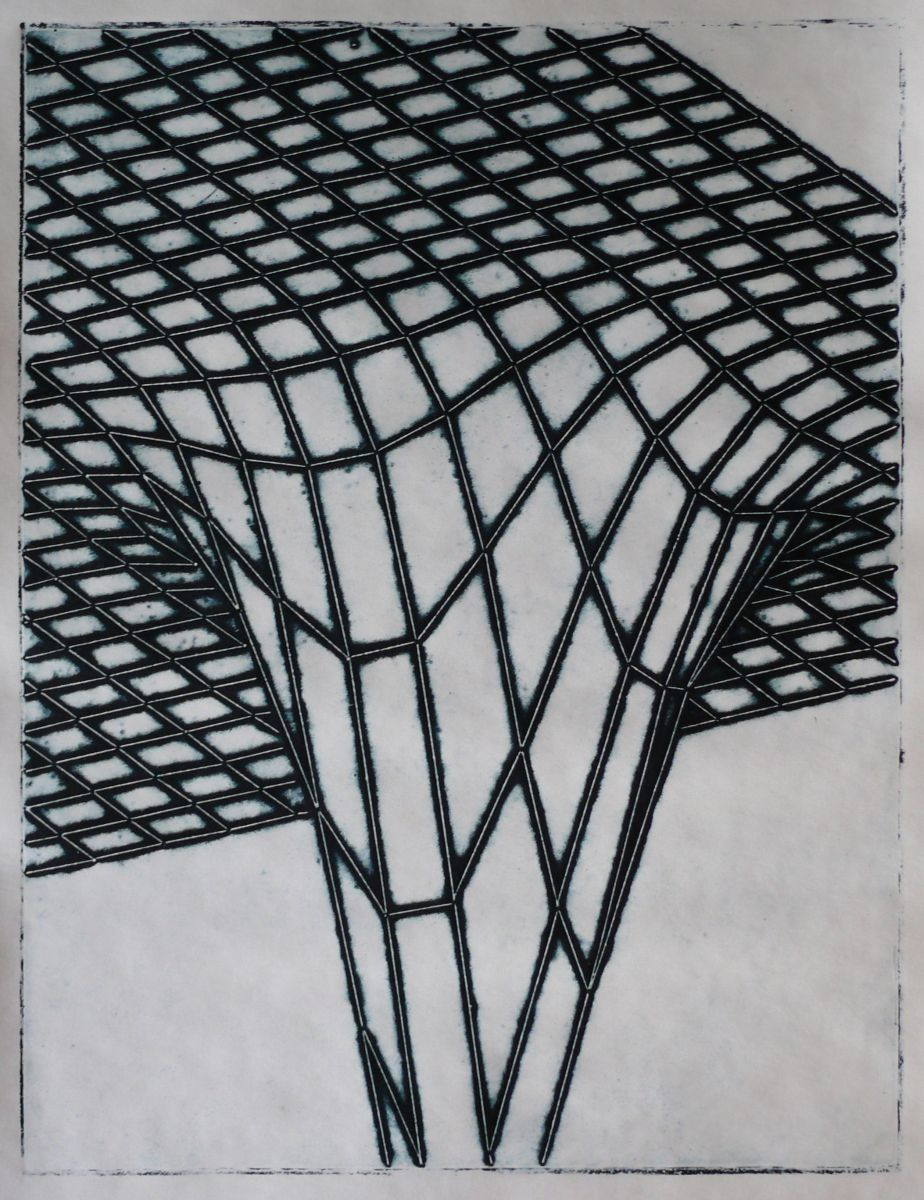
Hrot, kolografie 2016
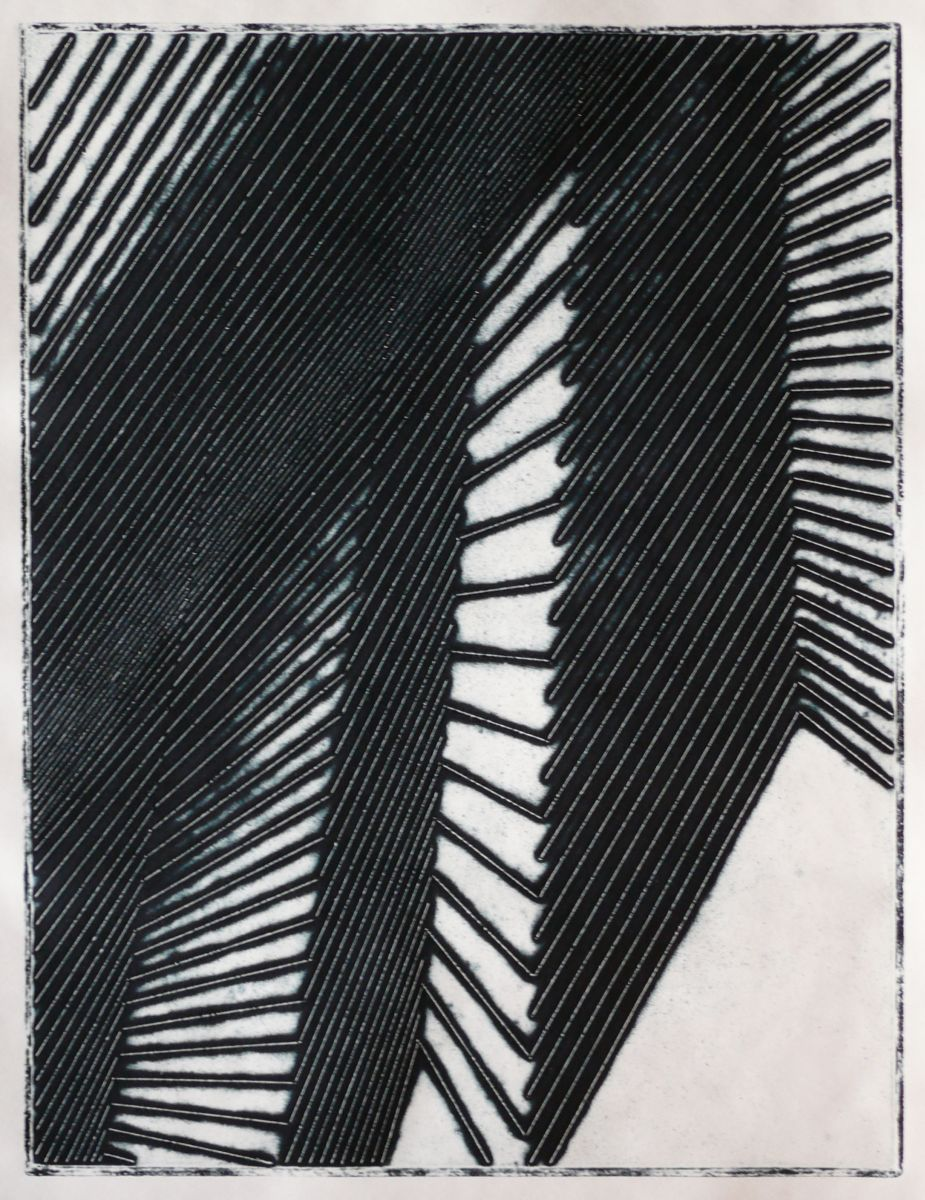
Lomená síť, kolografie 2016

### Zahraniční edice grafických listů
- International Graphic Arts Society, New York 1962, 1968
- Edition Tangente, Heidelberg 1967, 1969, 1970
- Limited Edition, New York 1982

### Zastoupení ve sbírkách
- Národní galerie v Praze
- International Graphic Arts Society, New York
- Pratt Graphic Center, New York
- National Gallery of Art, Washington D.C.
- Library of Congress, Washington D.C.
- Philadelphia Museum of Art
- Mead Art Museum, Amherst College, Massachusetts[11]
- Cincinnati Art Museum
- Oregon State University, Corvallis
- Galerie Arnaud, Paříž
- Galerie Lambert, Paříž
- Le Musée d'Art et d'Histoire, Cholet
- Graphische Sammlung, Hamburg
- Galerie Tangente, Heidelberg
- Galerie Haus Metternich, Koblenz
- Haus der Modernen Kunst, Staufen-Grunern
- Guanlan Art Museum, Guanlan
- Museo Civico, Cremona
- Patrimonio Cultural, Madrid
- Moderna galerija, Lublaň
- Muzej na sovremena umetnost, Skopje
- Umetnostna galerija Maribor UGM (Maribor Art Gallery), Maribor
- Muzeum Sztuki w Łódzi
- Stowarzyszenie Międzynarodowe Triennale Grafiki (International Print Triennial Society), Krakov
- Muzeum Archidiecezialne Katowice
- Xántus János Múzeum, Györ
- Galerie Středočeského kraje (GASK), Kutná Hora
- Museum Kampa - Nadace Jana a Medy Mládkových, Praha
- Muzeum umění Olomouc
- Galerie moderního umění v Hradci Králové
- Oblastní galerie v Liberci
- Oblastní galerie Vysočiny v Jihlavě
- Galerie výtvarného umění v Chebu
- Geofyzikální ústav AV ČR, v.v.i., Praha
- Městské muzeum a galerie, Břeclav
- Univerzita Karlova, Praha

### Samostatné výstavy
- 1959 Lubomír Přibyl, Divadlo Rokoko, Praha
- 1960 Lubomír Přibyl: Obrazy a grafika z let 1952–1960, Divadlo E. F. Buriana, Praha
- 1962 Lubomír Přibyl, International Graphic Arts Society, New York
- 1963 Lubomír Přibyl, Divadlo Stanislava Kostky Neumanna, Praha
- 1963 Lubomír Přibyl: Grafické práce z let 1954–1962, Vlastivědné muzeum, Prostějov
- 1963 Lubomír Přibyl: Grafické práce z let 1954–1962, Vlastivědné muzeum, Olomouc
- 1964 Lubomír Přibyl, Gallery RG, Curaçao
- 1964 Lubomír Přibyl, Galerie Fronta, Praha
- 1965 Lubomír Přibyl, Galerie Lambert, Paříž
- 1965 Lubomír Přibyl, Viola, Praha
- 1967 Lubomír Přibyl, Galerie Platýz, Praha
- 1969 Lubomír Přibyl, Pratt Graphic Center, New York
- 1970 Lubomír Přibyl, Galerie Tangente, Heidelberg
- 1971 Lubomír Přibyl, Galerie Tangente, Mannheim
- 1972 Lubomír Přibyl, Gallery Internationale, New York
- 1974 Lubomír Přibyl, Stedelijke Openbare Bibliotheek Deventer
- 1976 Lubomír Přibyl, Centro d'Arte - Galleria Antelami, Parma
- 1989 Lubomír Přibyl, Galerie K, Praha
- 1989 Lubomír Přibyl: Práce z posledních let, Ústav makromolekulární chemie (ÚMCH), výstavní síň, Praha
- 1992 Lubomír Přibyl, Studio Della, Ostrava
- 1995 Lubomír Přibyl, Galerie Dílo, Ústí nad Labem
- 1995 Lubomír Přibyl: Obrazy a grafika, Galerie bratří Čapků, Praha
- 1998 Lubomír Přibyl, Galerie Goller, Selb
- 1999 Lubomír Přibyl: Morfomatické sítě, Lounská výstavní síň Telecom, Louny
- 2001 Lubomír Přibyl: Grafika 1959–1998, Galerie výtvarného umění v Chebu
- 2002 Lubomír Přibyl, Ašské kulturní středisko, Aš
- 2002 Lubomír Přibyl: Morfomatické sítě, Výběr grafiky z let 1964–2002, Galerie informačního centra Univerzity Palackého, Zbrojnice, Olomouc
- 2005 Lubomír Přibyl: Grafika 1959–2001, Oblastní galerie v Liberci
- 2006 Lubomír Přibyl: Prostorové konfigurace, Galerie Gambit, Praha
- 2007 Lubomír Přibyl: Grafika, Geofyzikální ústav AV ČR, Praha
- 2009 Lubomír Přibyl: Grafika, Galerie AMB - Sbor kněze Ambrože Církve československé husitské, Hradec Králové
- 2009 Lubomír Přibyl, Haus der Moderner Kunst, Staufen
- 2009 Lubomír Přibyl: Obrazy a grafika, Galerie Dion, Praha
- 2011 Lubomír Přibyl: Grafika, objekty, Galerie moderního umění v Hradci Králové, Hradec Králové
- 2011 Lubomír Přibyl: Obrazy a grafika, Galerie FONS firmy STAPRO s.r.o., Pardubice
- 2011 Lubomír Přibyl: Obrazy a materiálové tisky / Paintings and material prints, Brno Gallery CZ, Brno
- 2012 Lubomír Přibyl: Obrazy a materiálové tisky / Paintings and material prints, Topičův klub, Praha[12]
- 2017 Lubomír Přibyl a Robert Urbásek: Síla jedné barvy, Galerie Závodný, Mikulov[13]
- 2017 Lubomír Přibyl, Galerie Hollar[14]
- 2020 Lubomír Přibyl: Liniemi k prostoru (Práce ze 60. let), Museum Kampa

### Společné výstavy (výběr)
- 1961,1963,1965,1967 Exposition international de gravure, Moderna Galerija, Ljubljana
- 1963 Graphik 63, Graphische Sammlung Albertina, Vídeň
- 1964 Triennale für farbige Original-Graphik, Kunstverein, Grenchen
- 1966 Miedzynarodowe Biennale Grafiki, Kraków
- 1968 Bienal internacional de Grabado, Buenos Aires
- 1970 Festival dell' Arte Cecoslovacca, Galleria del Palazzo dei Principi, Correggio (kurátor Arsén Pohribný)
- 1971 Werken van Tsjechoslovaakse Grafici 1960–1970, Centraal Museum, Utrecht (text Libuše Brožková)
- 1972,1974,1978,1982,1996,1998 Bienal Ibizagrafic, Museo de arte contemporaneo, Ibiza
- 1973 Exposition international de dessin, Musée d'art contemporain, Skopje
- 1973 Intergraphik, Berlin
- 1974 Bienal internacional de obra grafica y arte seriado, Segovia
- 1985 Artistes contemporains francais et étrangers, Centre international d'art contemporain, Paris
- 1987 Art contemporain, Galerie Hautefeuille, Paris
- 1988 Biennale internationale de l'estampe, Palais des Rois de Majorque, Perpignan
- 1989 International prints exhibition '89, Wood-cut prints association, Urawa
- 1991 Jiná geometrie, Výstavní síň Mánes, Praha (text Josef Hlaváček)
- 1991 Artikulace, Galerie „D“, Praha (text Josef Hlaváček)
- 1991,1994,1997,2000,2003,2009 Miedzynarodowe Triennale Grafiki, Kraków
- 1992 Nová geometrie, Národní technické muzeum Praha (text Ivo Janoušek)
- 1993 Internationale Grafiek Biennale, Maastricht
- 1993 International Biennial of Graphic Arts, Györ
- 1993 International Mini Print Exhibition, Maribor
- 1994 Česká grafika šedesátých let, Národní galerie v Praze, Palác Kinských, Praha
- 1996 International Biennale Facing the Values, Galerie Konfaktor, Katowice
- 1998 AGART World Print Festival, Computer graphic, Domžale
- 1999 Triennial, Museu de Arte Moderna, Rio de Janeiro
- 1999 Il Labirinto, Galerie Mole Vanvitelliana, Ancona
- 2000 International Print Exhibition „East Meets West“, Opole
- 2000 International Print Triennial Nürnberg 2000, Nürnberg
- 2001 Exposicao Interncional de Gravura de Macau, Museu de Arte Macau
- 2001 L'arte e il Torchio, Museo Civico, Cremona
- 2001 Konkret zu beiden Seiten der Grenze, Plauen
- 2002 Monochromie, České muzeum výtvarných umění, Praha (text Zbyněk Sedláček)
- 2003 Materieldrucke (Draht-Gips-Pappe-Seil) Galerie K, Staufen (text Manfred Kluckert)
- 2003 Eurografik Kyiv 2003 – European culture, integration bridge, Lavra gallery, Kyev
- 2003 ...o technice …několik pohledů na současné české výtvarné umění, České muzeum výtvarných umění, Praha (text Alena Potůčková)
- 2004 Technik-Kunst-Kirche, Hochvolthaus, Selb (text Hans-Joachim Goller)
- 2004 Eurografik Moscow 2004, Old Manege, Moscow
- 2007 International Print Biennial Varna 2007, Varna
- 2007, 2009, 2013 Guanlan International Print Biennial and Collection of Prints, Guanlan
- 2007 Print, Internationale Grafik Triennale, Wien
- 2008 International Print Exhibition, Yunnan
- 2008, 2011 Imprint 2008, International Graphic Arts Triennial, Warszawa
- 2010 Grafik ohne Grenzen, Oldenburg
- 2013 International Graphic Art Biennial 2013, Split

### Monografie
- Lubomír Přibyl, texty Jiří Fiala, Jiří Valoch, nakladatelství Gallery, Praha 2006, ISBN 80-86990-02-8

### Katalogy
- Lubomír Přibyl, 1959, Dvořák František, kat. 4 s., Divadlo Rokoko, Praha
- Lubomír Přibyl: Obrazy a grafika z let 1952–1960, 1960, Dvořák František, Holub Miroslav, kat. 16 s., Divadlo E. F. Buriana, Praha
- Lubomír Přibyl, 1964, Miler Karel, kat. 8 s., Galerie Fronta, Praha
- Lubomír Přibyl: Práce z posledních let, 1989, dvoulist, ÚMCH ČSAV, Praha
- Lubomír Přibyl: Obrazy a grafika, 1995, Machalický Jiří, kat. 12 s., Galerie bratří Čapků, Praha
- Lubomír Přibyl: Grafika 1959 - 1998, 2001, Machalický Jiří, 11 listů, Galerie výtvarného umění v Chebu
- Lubomír Přibyl: Morfomatické sítě: Výběr z grafiky z let 1966–2002, 2002, kat. 28 s., Galerie informačního centra Univerzity Palackého, Olomouc
- Lubomír Přibyl: Grafika 1959–2001, 2005, Kroupová Markéta, kat. 8 s., Oblastní galerie v Liberci
- Lubomír Přibyl: Grafika, 2007, Fiala Jiří, Sedláček Zbyněk, kat. 6+1 s., Geofyzikální ústav AV ČR, Praha
- Lubomír Přibyl: Grafika, 2009, kat. 6 s., CON.FRONT.ART, o. s., Hradec Králové
- Lubomír Přibyl: Obrazy a materiálové tisky, 2011, Víchová Czakó Ilona, kat. 6 s., 1. Art Consulting Brno - Praha
- Lubomír Přibyl: Grafika, objekty, 2011, Příkazská Petra, kat. 28 s., 33 reprodukcí, Galerie moderního umění v Hradci Králové, ISBN 978-80-85025-91-0
- Laureáti Ceny Vladimíra Boudníka, Inter-Kontakt-Grafik Praha, 2012, kat. 40 s. (LP, text Jiří Valoch, s. 25)

### Encyklopedie
- Rostislav Švácha, Marie Platovská (ed.), Dějiny českého výtvarného umění, díl VI/1, (Panorama grafiky šedesátých let, Jiří Machalický), str. 341-342, díl VI/2, (Jazyk geometrie, Jiří Valoch), str. 586, 587, 589 Academia Praha 2007, ISBN 978-80-200-1489-4
- Anděla Horová (ed.), Nová encyklopedie českého výtvarného umění, díl II. str. 660 (heslo Josef Hlaváček), Academia Praha 1995, ISBN 80-200-0521-8
- Jiri Siblik, Twentieth-century Prints, Hamlyn Publishing Group, Londýn 1970, str. 128-129

### Články (výběr)
- Vladislav Merhaut, Přibyl = řád, Tvorba, 15, 1990, s. 16
- Zbyněk Sedláček, Lubomír Přibyl, Ateliér, 19, 1995
- Jiří Valoch, Dvě možnosti jazyka geometrie, Ateliér, 13, 1998, s. 3
- Tomáš Pospiszyl, Přibylova úhlopříčka – poodkrytí dějin českého modernismu, A2 kulturní týdeník, 11, 2007, s. 9
- Hans-Dieter Fronz, Es geht ums Ganze, Badische Zeitung, 28. 5. 2009
- Jiří Machalický, Rytmus linií a tvarů. Lubomír Přibyl vždy pracoval nezávisle na střídajících se trendech. Lidovky.cz 27. 1. 2020